# Аполлоний Сир
Аполлоний Сир (лат. Apollonius Syrus) (I—II вв.) — римский писатель, современник Адриана. Судя по части имени — был родом из Сирии.
Известен лишь из «Истории Августов», которая утверждает, что в своих книгах, он записал предсказание из храма Юпитера Победоносца о том, что Адриана ждет императорская власть.
Зная особенность такого источника, как «История Августов», можно предположить, что данный автор вымышленный.